# Bawarska Akademia Nauk

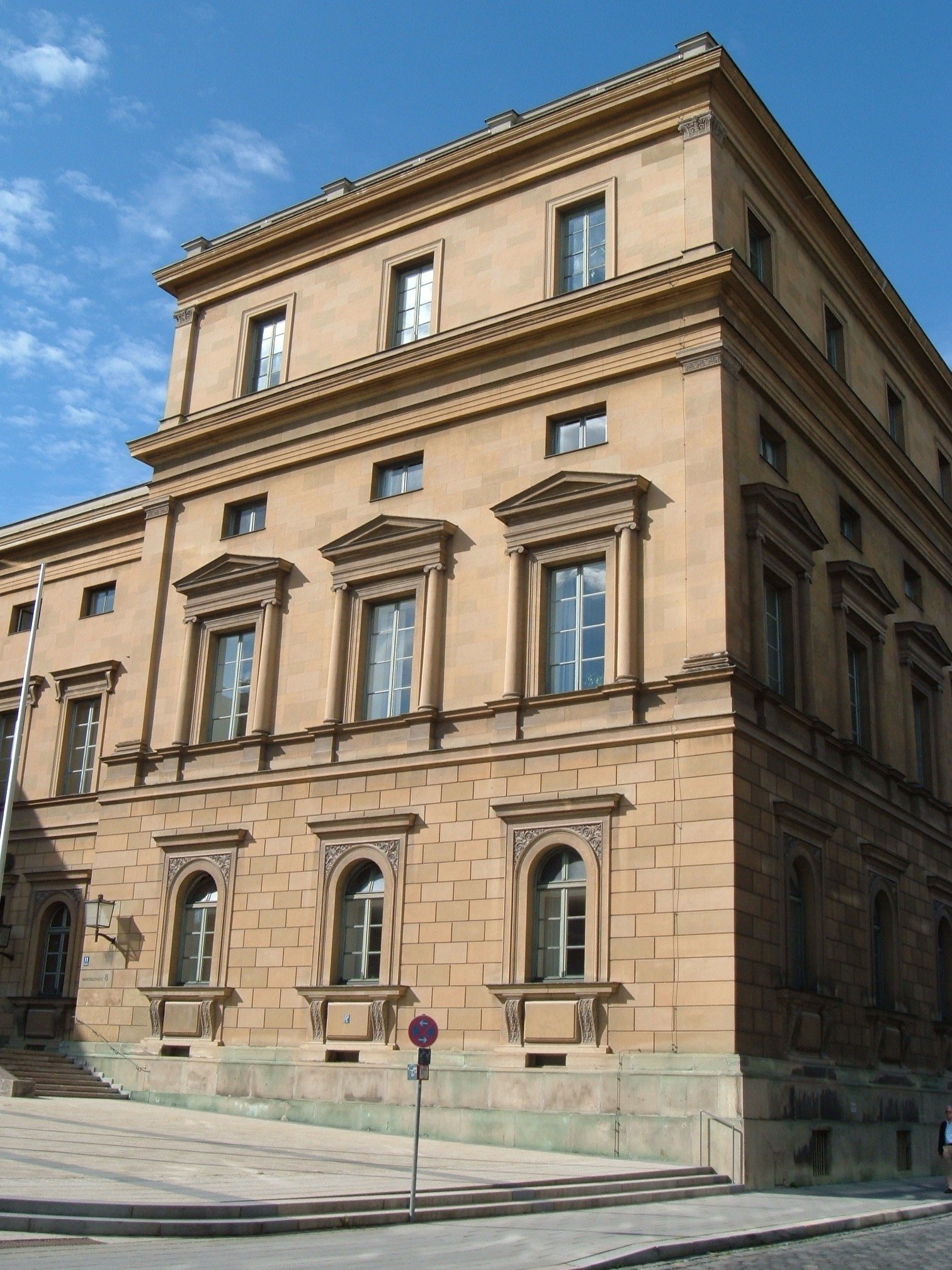
Bawarska Akademia Nauk (2006)

Bawarska Akademia Nauk (niem. Bayerische Akademie der Wissenschaften, BAdW) – instytucja naukowa z siedzibą w Monachium. Założona w 1759 przez elektora bawarskiego Maksymiliana III miała przyczynić się do podniesienia poziomu nauczania w elektoracie, by jego elity mogły konkurować z takimi ośrodkami wiedzy naukowej jak Wiedeń, czy Berlin.